# اوبرلین
اوبرلین (به انگلیسی: Überlin) یک ترانه از گروه آلترناتیو راک آمریکایی، آر.ئی.ام. است. این ترانه، سومین تک‌آهنگ از پنجمین و آخرین آلبوم استودیویی‌شان فروپاشی در اکنون (به انگلیسی: Collapse into Now) بود که در تاریخ ۲۵ ژانویه ۲۰۱۱ منتشر شد.
ویدیو آهنگ توسط سام تیلور وود کارگردانی شد و رقص بازیگر و نامزد او، آرون جانسون در محله شوردیج لندن را نشان می‌دهد.

## فرمت‌ها و لیست آهنگ
- تک‌ترانه ۷ اینچی (بریتانیا و ایالات متحده)[۲]

1. "Überlin" – 4:15
2. "What's the Frequency, Kenneth?" (زنده در اسلو، نروژ) – ۳:۴۴

- دانلود دیجیتال (آلمان)[۳]

1. "Überlin" – 4:15
2. "Everyday Is Yours to Win" (live in studio) – 3:38

- دانلود دیجیتال (ایالات متحده)[۴]

1. "Überlin" – 4:15

## نمودار
| نمودارها (۲۰۱۱)                             | بهترین رتبه |
| ------------------------------------------- | ----------- |
| بلژیک (اولتراتیپ فلاندرز)                   | ۲           |
| بلژیک (اولتراتیپ والونی)                    | ۹           |
| Israel International Airplay (Media Forest) | 9           |
| South Korea International Singles (Gaon)    | 35          |
| UK Airplay Chart (OCC)                      | 33          |